# 宜兴城市污水资源概念厂

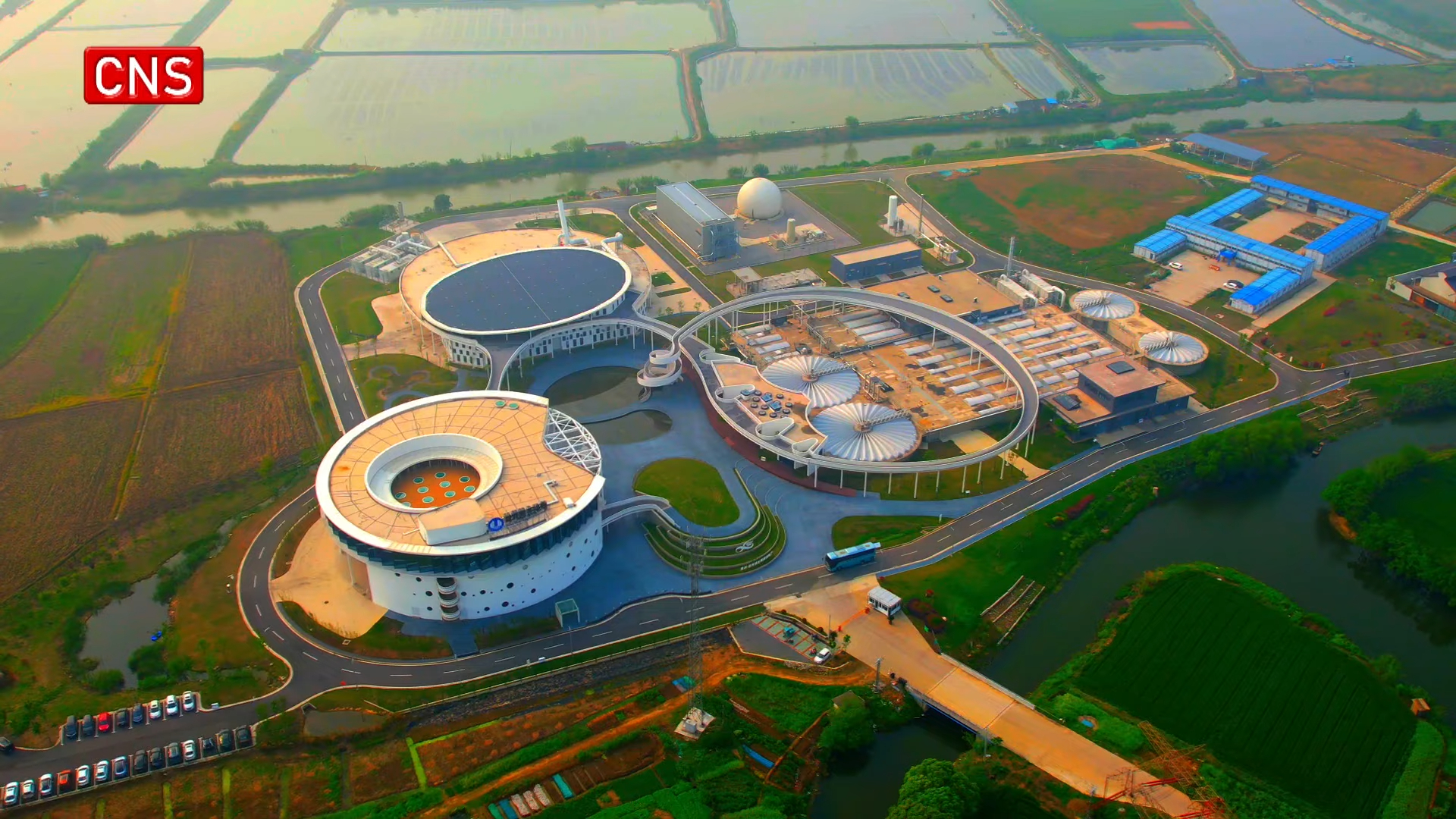
宜兴城市污水资源概念厂

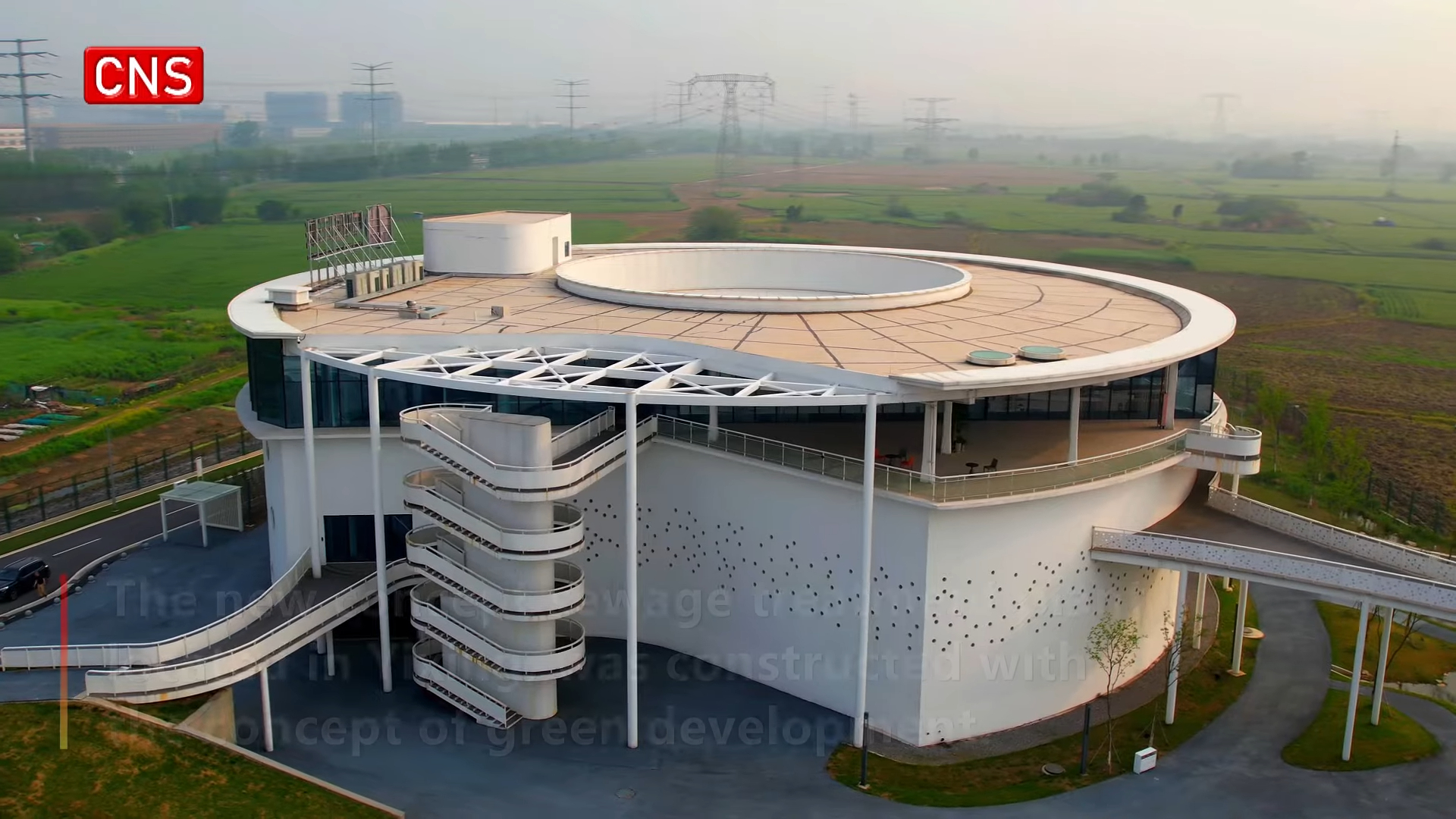
生产型研发中心

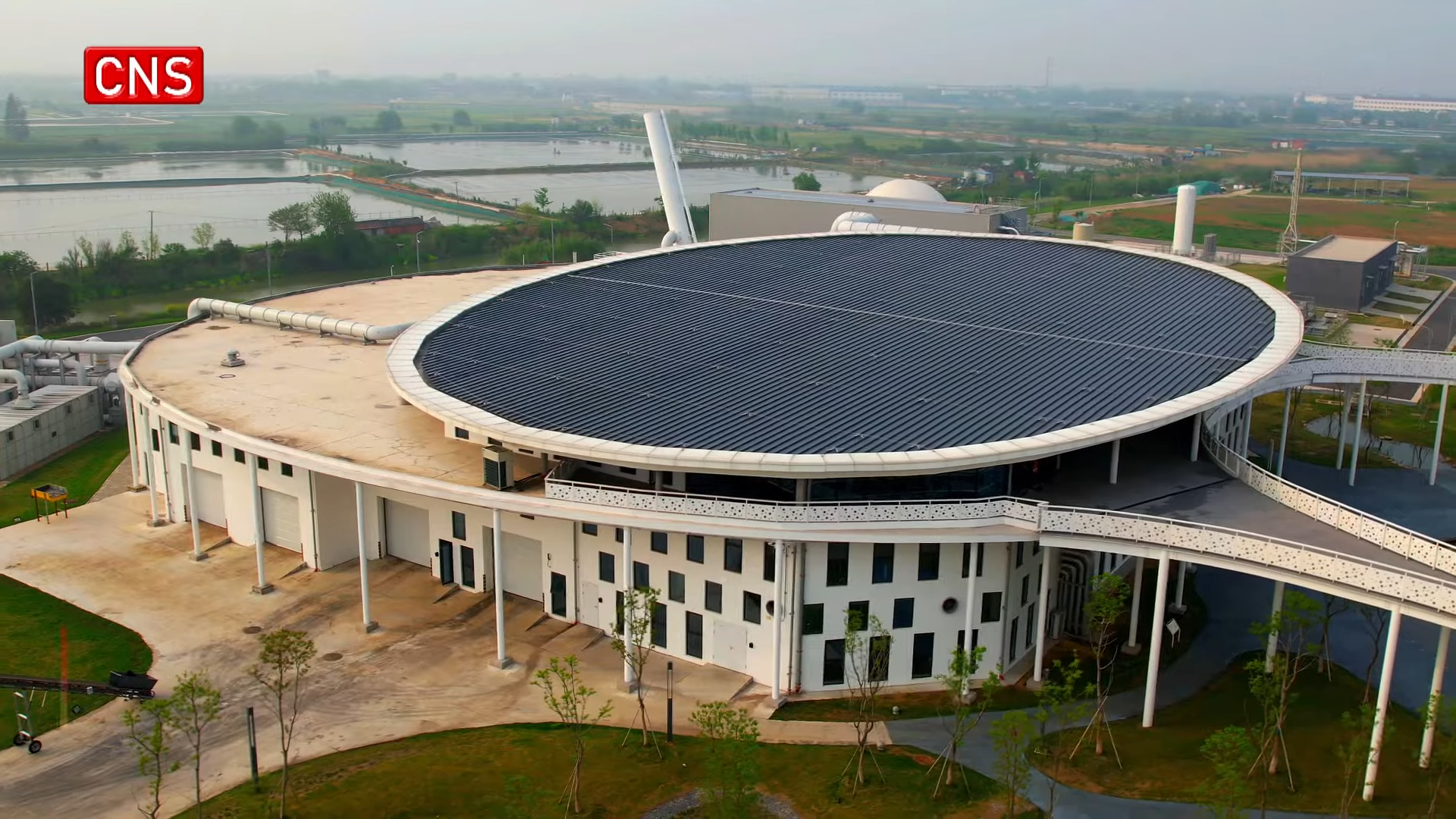
有机质协同处理中心

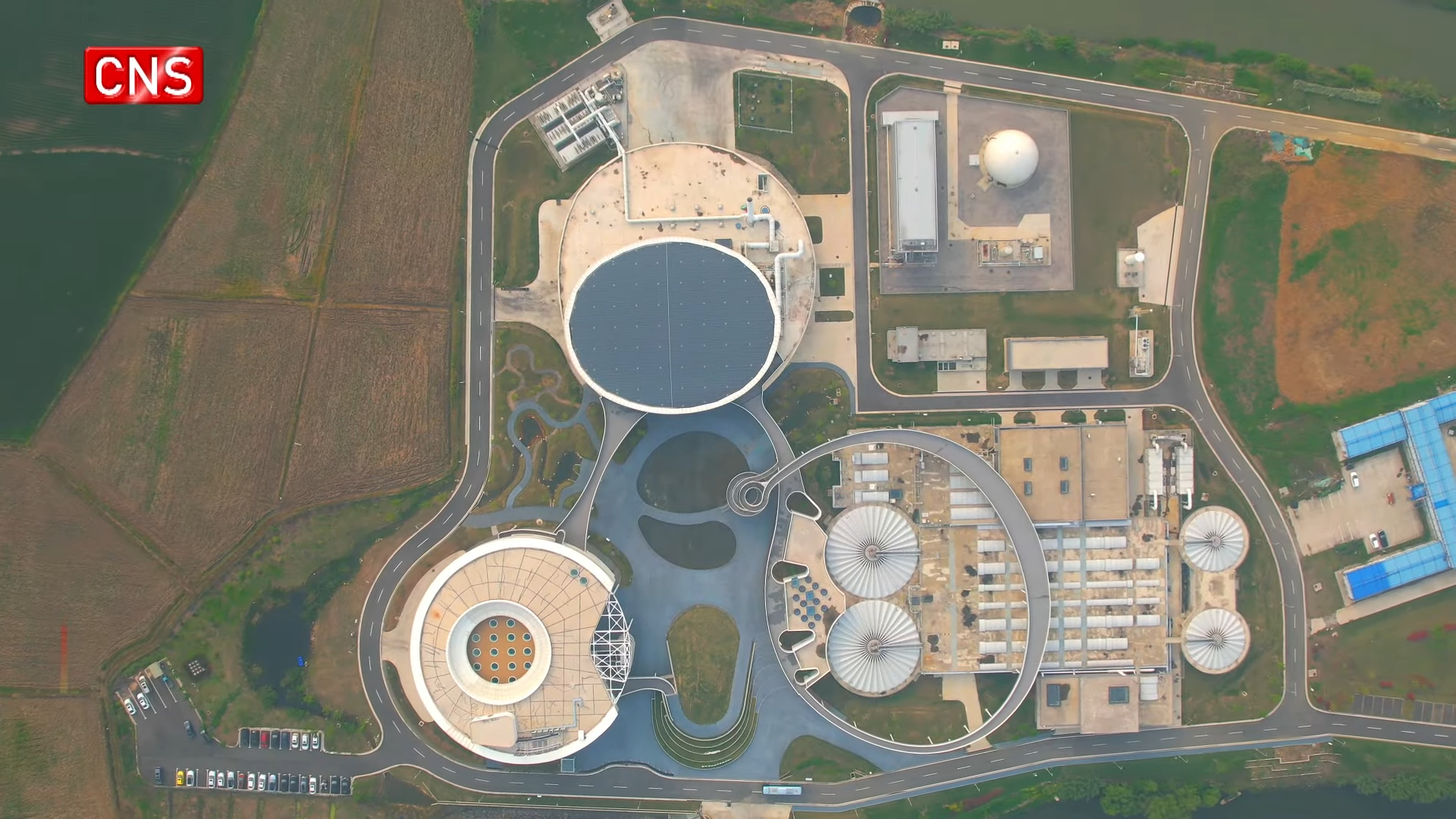
鸟瞰

宜兴城市污水资源概念厂，又称宜兴污水资源概念厂，是位于中国江苏省宜兴市环科园的一座污水处理厂。

## 背景
2013年，曲久辉等人提出“建设面向未来的中国城市污水处理概念厂”的构想。2014年1月初，同名文章在《中国环境报》发表。2014年，中国城市污水处理概念厂专家委员会成立，主要成员有曲久辉、王凯军、王洪臣、余刚、柯兵、俞汉青等。该委员会致力于概念厂的理论深化和技术方向把握，通过开展交流研讨，考察全球技术领先污水处理厂，邀请国际污水处理界顶级学者到中国交流等方式，对概念厂的理念、技术方向、建设模式等进行多路径探索。
2015年初，钱易、张杰、曲久辉联名提交《关于在北京建设中国城市污水处理概念厂的建议》得到北京市政府批复。2017年7月，新概念污水处理厂睢县第三污水处理厂开工建设，2019年正式投产。该厂的建设蓝本为概念厂探讨过程中的早期方案，得到了各方的高度认可。2019年6月18日，曲久辉评价该厂“智慧使概念成为现实”。
江苏省宜兴市有“环保之乡”的美誉，该市的水处理装备在中国国内市场占有很大的比重。

## 历史
2015年10月，在宜兴市政府和环科园管委会的推动下，最终确定在宜兴环科园建设首座城市污水概念厂。2017年初开始，该厂工作团队先后邀请九家设计团队参加工程设计。2020年初，该厂的工程设计方案最终确定。2020年4月，该厂正式动工建设。2021年10月18日，宜兴城市污水资源概念厂正式建成投运。
2022年9月下旬，该厂作为中国污水处理行业10年伟大变革的代表作，在北京举办的“奋进新时代”主题成就展综合展区展览，习近平等国家领导人曾进行参观。2022年12月，该厂首批由污水协同处理后培育而成的有机营养土下线，标志着该厂成功实现全产业链运营。

## 设计理念
宜兴概念厂的整体造型成“三叶草”形，三叶分别为水质净化中心、有机质协同处理中心和生产型研发中心三个功能中心。